# Nesthorn
Le Nesthorn est un sommet des Alpes bernoises en Suisse. Il culmine à 3 820 mètres d'altitude. Il présente un caractère imposant bien visible à partir de la vallée du Rhône.
Depuis 2001, une partie du Netshorn est incluse dans le site Jungfrau-Aletsch-Bietschhorn inscrit sur la liste du patrimoine mondial l'UNESCO.

## Géographie

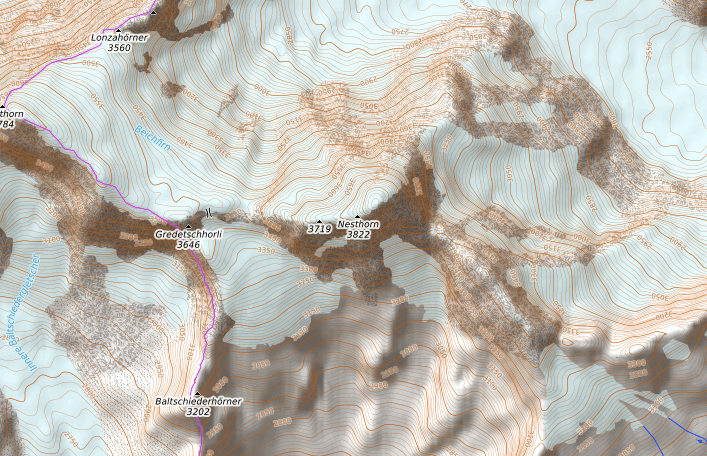
Carte topographique du Nesthorn.

Le Netshorn se trouve sur le bassin supérieur du glacier d'Oberaletsch dans le canton du Valais en Suisse. Il se situe entre la vallée du Lötschental et la vallée du Rhône.
Ses arêtes principales le relient à l'ouest au Lötschentaler Breithorn et à l'est à l'Unnerbächhorn. L'arête nord-est mène à une pointe secondaire pyramidale à 3 440 m dotée de trois éperons qui constituent autant de voies d'ascension. Il compte également les arêtes ouest, sud et sud-est. La face nord est une des grandes faces glaciaires (900 m de haut) de l'Oberland bernois.
Le Netshorn est entouré au nord-est par le glacier du Nesthorn (Nesthorngletscher), au nord par le glacier du Beitsch (Beitschgletscher) et au sud par le glacier du Gredetsch (Gredetschgletscher).
Au niveau géologique, le Nesthorn est principalement constitué de gneiss granitique de l'Aar.

## Premières ascensions
- 18 septembre 1865 : par les Anglais H. B. Georges et C. D. Robertson et les Suisses Christian Almer et son fils Ulrich Almer.
- 27 août 1874 : arête nord-est : R. Dumfort, T. Hamond, A. Pollinger, A. Ritz.
- 25 juillet 1933 : face nord par Willo Welzenbach, E. Schulze et A. Drexel.
- 5 juillet 1967 : éperon central par Chr. Blum, W. Josi et R. Schifferli.

## Alpinisme

### Voies
- Arête ouest (AD).
- Arête nord-est (D).
- Arête sud (D+).
- Face nord (TD+).

### Accès
- Cabane d'Oberaletsch (2 640 m).